# La Celle-Bruère
La Celle-Bruère est une ancienne commune française, située dans le département du Cher en région Centre-Val de Loire

## Histoire
La commune a été créée en 1790 pour remplacer la paroisse connue depuis 1150 (Gallia Christiana, t. II, Diocèse de Bourges, Instrumenta, col. 64).
En 1884, la commune vit son assiette se modifier :
- La partie Bruère de La Celle-Bruère fusionna avec la commune d'Allichamps pour former la nouvelle commune de Bruère-Allichamps.
- La partie La Celle de La Celle-Bruère devint une nouvelle commune qui prit le nom de La Celle.

## Administration
| Période                                  | Période | Identité | Étiquette | Qualité |
| ---------------------------------------- | ------- | -------- | --------- | ------- |
|                                          |         |          |           |         |
| Les données manquantes sont à compléter. |         |          |           |         |

## Démographie
| 1793 | 1800 | 1806 | 1821 | 1831 | 1836  | 1841  | 1846  | 1851  |
| ---- | ---- | ---- | ---- | ---- | ----- | ----- | ----- | ----- |
| 537  | 553  | 583  | 722  | 850  | 1 080 | 1 088 | 1 230 | 1 145 |

| 1856  | 1861  | 1866  | 1872  | 1876  | 1881  | - | - | - |
| ----- | ----- | ----- | ----- | ----- | ----- | - | - | - |
| 1 274 | 1 322 | 1 340 | 1 260 | 1 292 | 1 191 | - | - | - |

Histogramme

(élaboration graphique par Wikipédia)